# Melina Almodóvar
Ilsa Melina Almodóvar Sánchez (Santurce, Puerto Rico 3 de junio de 1979) es una cantante, compositora y bailarina de Salsa puertorriqueña. Famosa por sus pesentaciones de gran energía y avanzados bailes de salsa, ella combina coreografías de salsa tradicionales con estilos contemporáneos de baile y canto. Ella también es conocida por fundar la "Orquesta Caliente", la primera banda de salsa exitosa que saliera de Memphis, Tennessee.

## Biografía

### Primeros años
Melina nació el 3 de junio de 1979 en Santurce, Puerto Rico, un barrio de San Juan, Puerto Rico. Su familia vivió en Levittown, Puerto Rico y en Catano, Puerto Rico y en otras municipalidades vecinas de la isla. Su madre Isla Milagros Sánchez Rodríguez, y su padre José Luis Almodóvar Hernández se divorciaron cuando ella tenía un año de edad, pero siguieron en relación amistosa hasta la muerte de su padre en 1989. Su padre se volvió a casar con Evangeline Garland cinco años después de divorciarse de la mamá de Melina y tuvo dos hijas, Gretchen Evangeline Almodóvar Garland y Carina Cristina Almodóvar Garland. Melina es muy cercana a ellas y las considera sus hermanas. El padre de Melina era un cantante de bolero en Puerto Ricoy y junto con sus hermanos tenían un pequeño grupo llamado "Boleros y Algo Más". Ellos viajaron por toda la isla tocando música inspirada por José José, Marco Antonio Muñiz, Raúl di Blasio y Camilo Sesto. Fue el éxito de Camilo Sesto "Melina" que inspiró a su papá para llamarla con el mismo nombre. Su madre era una bailarina de Flamenco lo cual inspiró en Melina un amor por la música y el baile pero después se eligió una carrera en medicina. La abuela materna de Melina, Elia, es una escultora, pintora y poeta que apoyó todas las actividades artísticas de su nieta, llevándola a obras de teatro y conciertos desde pequeña. A los ocho años, su abuela la llevó a ver "Cats" (Gatos) en Broadway y Melina se enamoró del show con ganas de mudarse a la ciudad de Nueva York. Al final, Melina eligiría mudarse a Miami, Florida.

### Memphis
Cuando su padre falleció, su madre se casó con un hombre de Memphis, Tennessee y Melina se relocó a Memphis con su madre y padrastro. Esto fue un cambio cultural muy grande para Melina, puesto que tuvo que dejar a su familia para irse a una ciudad que no se parecía en nada a su natal Puerto Rico. Melina ha descrito este cambio como "shock cultural", puesto que fue difícil para ella hacer amigos y encontrar alguna comonalidad con alguien. Este evento se convirtió en un tema recurrente de sus canciones. Melina se refugió en la música para poder lidiar con la ausencia de su familia. Esa Navidad Melina recibió un casete de Rubén Blades y de Celia Cruz por parte de su abuela. Melina descubrió que tenía un talento natural por la música tropical, salsa, y merengue. Ella también empezó a escuchar la música de Memphis y fue inspirada por artistas como Al Green, Otis Redding, The Staple Singers y se hizo amiga de los nietos del productor musical Willie Mitchell que estudiaban con ella en la preparatoria Houston High School en Germantown, Tennessee. Después de graduarse Melina audicionó y fue aceptada en el Berklee College of Music más nunca atendió a esa universidad. Melina también trabajó por corto tiempo como asistente y traductora para el Ayuntamiento de Memphis lo cual le hizo considerar por un momento una carrera en la política. Melina también atendió por varios semestres en la Universidad de Memphis la carrera de Ejecución Musical.

### Carrera artística
A los dieciséis años Melina empezó a cantar por toda Memphis en toda clase de bandas, desde Rock y Blues hasta Jazz y Gospel. Pronto después fue contactada por unos profesores de música de la Universidad de Memphis para crear una banda de salsa. Melina aceptó y le dieron un repertorio de clásicos de salsa para aprender. El grupo se llamó "Orquesta Caliente" y la banda viajó por todo el sur de los Estados Unidos tocando en diferentes festivales de música como el King Biscuit Blues Festival, Memphis in May Music Festival, Bowling Green Kentucky Festival, Beale Street Music Festival y muchos otros. Orquesta Caliente se convirtió en la primera banda Latina en tocar en la Calle Beale, una calle muy famosa en Memphis, Tennessee. Esto le dio a Melina y a Orquesta Caliente una amplia reputación dentro del sur de los Estados Unidos y fueron nominados como Mejor Banda Nueva y Mejor Artista Nuevo en 1999 por la sede de Memphis de la Academia Nacional De Artes y Ciencias de la Grabación. Pronto Melina estaba viajando a Nashville, Tennessee en los fines de semana para tocar y escribir canciones con otros músicos. Después de una corta estadía en Nashville, Melina decidió que la música Salsa era en lo que ella quería enfocarse así que se mudó de vuelta a Puerto Rico para aprender las raíces de su arte. En Puerto Rico Melina viajó por la isla escuchando los diferentes tipos de música de su país, experimentando con diferentes sonidos y aprendiendo a bailar Salsa. Esto la inspiró a escribir una de sus canciones más conocidas, "La Chica De San Juan".
La canción "La Chica de San Juan" fue el sencillo de su disco Rumba's SalsaSoul Delight. Este disco presenta una mezcla de música tropical, ritmos de música soul y usa el spanglish como lenguaje principal en el disco puesto que el spanglish se convirtió en algo muy común debido al alto incremento de inmigrantes Latinos en los Estados Unidos. Después de grabar el disco Melina decidió salir de Puerto Rico y regresar a los Estados Unidos para promocionar su disco. En cuanto regresó Ramses Arraya, percusionista de la banda costarricense Editus le pidió que cantara en un disco que él estaba produciendo, "Corazón En Clave". Ella viajó a Miami para grabar voces en la canción "Yo Soy La Rumba" y poco después se mudaría a esa ciudad.
"Yo soy puertorriqueña y Puerto Rico vive en mi en todo lo que hago. Memphis también es parte de mi y me hizo en la artista que soy, pero Miami es donde tengo que ir. La mezcla de la gente de todos los países de Latinoamérica la da energía a mi alma."
En Miami, Melina se ha convertido en una de las cantantes más buscadas, abriendo shows para bandas legendarias como Tommy Olivencia y La Sonora Poncena. También ha tocado con Larry Harlow y Tito Nieves. Melina ha tocado en fiestas privadas para gente reconocida como el rapero y productor musical estadounidense Sean P. Diddy Combs y Emilio Estefan. En el 2012 Melina cantó en el Festival Calle 8 de Miami en el Escenario Telemundo y cantó en el Carnaval de Puerto Rico en la Ciudad de Nueva York en junio de ese mismo año. En octubre de 2013 Melina produjo Salsa Cruise: un crucero de Salsa que navegó de Miami a las Bahamas.
El 1.º de abril del 2014 Melina recibió la llave de la ciudad de Miami Beach por el Alcalde de la ciudad Phillip Levine.

#### Discos
- Rumba's SalsaSoul Delight (2003)
- Corazón En Clave (2005)
- La Muñeca De La Salsa Y Mas (2013)